# Дзеконе
Дзеко̀не (на италиански: Zeccone, на местен диалект: Scòn, Скон) е село и община в Северна Италия, провинция Павия, регион Ломбардия. Разположено е на 86 m надморска височина. Населението на общината е 1719 души (към 2015 г.).